# Asimenye Simwaka
Asimenye Simwaka, née le 8 août 1997 au Malawi, est une athlète et une footballeuse malawite.

## Carrière

### Athlétisme
Asimenye Simwaka est médaillée de bronze du 200 mètres aux Championnats d'Afrique d'athlétisme 2024 à Douala.
Elle est nommée porte-drapeau de la délégation du Malawi aux Jeux olympiques d'été de 2024 à Paris en compagnie du nageur Filipe Gomes (en).

### Football
Elle est attaquante de l'équipe du Malawi féminine de football, et dispute notamment le Championnat féminin du COSAFA en 2019, 2020, 2021 (finaliste), 2022 et 2023.